# Thompson Twins
Thompson Twins byla britská popová kapela, která vznikla v dubnu 1977. Zpočátku skupina nové vlny přecházela do populárnějšího zvukového mainstreamu a dosáhla značné popularity od roku 1983 a zaznamenala řadu hitů ve Spojeném království, Spojených státech a na celém světě. V roce 1993 změnili své jméno na Babble, aby odrážely jejich změnu v hudbě od nové vlny až po dobové uklidnění.
Kapela byla pojmenována podle dvou obtěžujících detektivů Thomsona a Thompsona v Hergéově komiksu Adventures of Tintin. V různých fázích měla skupina až sedm členů, ale jejich nejznámější inkarnace byla jako trio mezi lety 1982 a 1986. Stala se významným aktem ve druhé britské invazi a v roce 1985 skupina vystoupila na Live Aid, kde byla na scéně spolu s Madonnou.

## Kariéra
V roce 1977 původní sestavu Thompson Twins tvořil Tom Bailey (narozený 18. ledna 1956, Halifax, Yorkshire) na basu a zpěv, Pete Dodd na kytaru a vokály, John Roog na kytaru a Jon Podgorski „Pod“) na bubnech. Dodd a Roog se poprvé setkali, když měli oba 13 let.
Přijížděli do Londýna s velmi málo penězi a žili jako squatteři na Lillieshall Road v Londýně. Budoucí členka Thompson Twins Alannah Currie (narozena 20. září 1957, Auckland, Nový Zéland) žila v jiném squatu ve stejné ulici – a tak se setkala s Baileym.

## Diskografie
- 1981 – A Product of...(Participation)
- 1982 – Set
- 1982 – In the Name of Love (kompilace USA z prvních 2 album UK)
- 1983 – Quick Step and Side Kick
- 1984 – Into the Gap
- 1985 – Here's to Future Days
- 1987 – Close to the Bone
- 1988 – The Best of Thompson Twins: Greatest Mixes
- 1989 – Big Trash
- 1990 – Thompson Twins – Greatest Hits
- 1991 – Queer
- 2007 – Love on Your Side – The Best of Thompson Twins